# نادي فونباو لكرة السلة
نادي فونباو لكرة السلة (بالألمانية: ETB Wohnbau Baskets Essen) هو فريق كرة سلة ألماني للمحترفين تأسس في سنة 1960 يقع مقره في إسن، شمال الراين-وستفاليا. يلعب في الدوري الألماني لكرة السلة الدرجة الثانية. من أبرز اللاعبين الذين لعبوا معه نيك أوودينداج.

## الإنجازات
- الدوري الألماني لكرة السلة الدرجة الثالثة

الفوز (1): 2007–08

## وصلات خارجية
- الموقع الرسمي